# Lygodactylus tolampyae
Lygodactylus tolampyae är en ödleart som beskrevs av  Grandidier 1872. Lygodactylus tolampyae ingår i släktet Lygodactylus och familjen geckoödlor. IUCN kategoriserar arten globalt som livskraftig. Inga underarter finns listade i Catalogue of Life.